# Анделот ан Монтањ
Анделот ан Монтањ (фр. Andelot-en-Montagne) насеље је и општина у источној Француској у региону Франш-Конте, у департману Јура која припада префектури Лон ле Соније.
По подацима из 2011. године у општини је живело 536 становника, а густина насељености је износила 42,95 становника/km². Општина се простире на површини од 12,48 km². Налази се на средњој надморској висини од 636 метара (максималној 740 m, а минималној 597 m).

## Демографија
| 1962. | 1968. | 1975. | 1982. | 1990. | 1999. | 2011. |
| ----- | ----- | ----- | ----- | ----- | ----- | ----- |
| 567   | 605   | 548   | 555   | 561   | 548   | 536   |

График промене броја становника у току последњих година